# Trường trung học thực nghiệm cao cấp Nam Hải
Trường trung học cao cấp Nam Hải (tiếng Trung: 南海实验高级中学 (Nam Hải thực nghiệm cao cấp trung học), bính âm: Nánhǎi Shíyàn Gāojí Zhōngxué) hay thường được viết tắt trong tiếng Trung là Nanhai Huafu (tiếng Trung: 南海华附 (Nam Hải Hoa Phụ), bính âm: Nánhǎi Huáfù) là một trường trung học cao cấp trực thuộc Đại học sư phạm Hoa Nam, có địa chỉ tại quận Nam Hải, thành phố Phật Sơn, tỉnh Quảng Đông, Trung Quốc.